# 里族社
里族社，為17世紀之前，活躍於今臺北市內湖區的平埔族之凱達格蘭族的一支系。因為平埔族稱基隆河為「里族河」(licouquie)，因此將偎河而居的此族社，稱為里族社。

## 社群演變
文獻中，記載里族社最詳盡的是1632年的《大臺北古地圖》，該文獻詳盡描繪該族社於內湖低漥地區的撈獵情形，也敘述干欄屋的住宅模樣。該社領地雖遭西班牙侵略與表面服從荷蘭，不過此兩時代均無實際統治該族社。
1650年，里族社人口銳減，大幅遷於塔塔悠社。17世紀末的清初時期，曾發動小規模暴動。18世紀，幾乎全面漢化。